# 唐志堂
唐志堂（1925年11月20日—1950年10月14日），日治台北州七星郡汐止街人，中國共產黨黨員。台北二中畢業，1943年參與謝娥等反日事件遭到逮捕，直到戰後日本投降才被釋放，戰後加入三青團，1947年舊日好友李蒼降、劉青石引薦加入共產黨，後擔任汐止軍民合作站書記，隨李蒼降加入省工委基隆市工委，領導汐止支部，光明報事件後組織被破獲遭到逮捕，1950年10月14日槍決於馬場町。

## 生平

### 反日青年
唐志堂，日治台北州七星郡汐止街人，1939年就讀台北二中時與台北工業學校的好友劉青石（劉英昌）討論回大陸參與抗戰，一同加入謝娥之抗日讀書會，1943年與台大女醫師謝娥、劉英昌、郭宗清、黃雨生等台北二中同學計畫在日本人飲用水中下毒響應盟軍登陸，遭日本當局破獲逮捕下獄，直到戰後日本投降才被釋放，1945年戰後，舊台共積極成員積極活動，王萬得、林日高、陳逸松等成立三民主義青年團，舊日戰友謝娥等人引薦劉英昌、唐志堂、李蒼降等人加入三青團。

### 加入共產黨
1946年澀谷事件及1947年二二八事件發生後，李蒼降、劉英昌透過台大學生吳克泰（詹世平）引見蔡孝乾加入共產黨，李蒼降被安排與鍾浩東、藍明谷成立省工委基隆市工作委員會，負責吸收黨員加入，唐志堂等隨後加入，劉英昌則被安排為交通員。1948年5月，為了圍剿共軍，國府急需物資支援，因此在省市成立軍民合作站總站，在鄉鎮設立軍民合作站，當時，唐志堂擔任軍民合作站書記，李蒼降指派唐志堂利用職務之便接近軍官，收買武器，調查地形，以便日後解放軍登島後隨時策應。

### 入獄與逃亡
1949年，國民黨節節敗退，解放台灣成為可能，省工委組織快速擴大，光明報事件曝光，引起台大法學院支部與基隆市工作委員會的快速崩解，基隆中學校長鍾浩東及多位教師遭逮捕，劉英昌返台時遭幹員緝捕脫逃，其妻則遭逮捕被刑訊招認所有事實，唐志堂等人因此被循線緝捕，1950年6月韓戰爆發，美國第七艦隊巡防台海，中國解放台灣的可能性減低，麥卡錫主義在美國抬頭，國府於此時開始對叛亂犯採取高壓政策，自1950年2月之後開始密集槍決，唐志堂於1950年9月9日被判處死刑；同年10月14日於馬場町執行槍決。

### 家人
劉青石妻子遭逮捕後，被刑訊招認所有事實真相，並引導幹員前往抓捕其他省工委成員，唐志堂因而遭到逮捕，並因基隆工委案而遭判死刑，1950年10月14日槍決於馬場町，劉青石自覺無顏面去面對曾經一起並肩作戰的戰友與摯友，回台時也不曾聯繫這些老戰友的親人。
1990年，一位陌生男子拜訪劉青石，表示自己是唐志堂的兒子，父親遭槍決時他才3歲，經過了40年，劉青石將其一生的愧疚告訴了唐志堂的兒子，得到了原諒。
1991年，劉青石見到了唐志堂的妻子陳玉枝，經過41年她始終未再嫁，對她的遭遇充滿虧欠，1992年，劉青石與陳玉枝組成家庭相伴十年，直到陳玉枝2003年過世，陳玉枝離世前說，這十年是她人生中最幸福的十年。

### 平反
2018年10月5日，促進轉型正義委員會促轉三字第1075300110B號函文，正式撤銷受難者林慶雲君等1270人之刑事有罪判決暨其刑，其中(39)安潔字第 2517 號，有關唐志堂連續共同意圖以非法方法顛覆政府而著手實行之有罪判決暨其刑及沒收之宣告正式撤銷。